# Дольмо Флорес, Эухенио
Марио Эухенио Дольмо Флорес (исп. Mario Eugenio Dolmo Flores; родился 31 июля 1965 года в Пуэрто-Кортесе, Гондурас) — гондурасский футболист, нападающий, известны по выступлениям за клубы «Сантос Лагуна», «Олимпия» и сборной Гондураса.

## Клубная карьера
Дольмо Флорес начал карьеру в клубе «Платенсе» из родного города. В 1985 году он покинул родину и сезон отыграл в гватемальской команде «Сучитепекес». В 1986 году Эухенио перешёл в «Олимпию» из города Тегусигальпа. С новой командой Дольмо Флорес дважды выиграл чемпионат Гондураса и завоевал Кубок чемпионов КОНКАКАФ.
В 1989 году Дольмо Флорес перешёл мексиканский «Сантос Лагуна», где провёл три сезона. После ухода из «Сантоса» он поиграл за «Петротелу», коста-риканский «Алахуэленсе» и перуанский «Университарио». В 1995 году Дольмо Флорес вернулся в «Олимпию». Возвращение вышло триумфальным, Эухенио вновь дважды стал чемпионом, а также помог клубу завоевать Кубок и Суперкубок Гондураса. В Тегусигальпе он провёл четыре. после ухода из «Олимпии» Дольмо Флорес играл за «Бронкос», «Исидро Метапан», «Викторию» из Ла-Сейбы и никарагуанский «Реал Эстели». В 2003 году он завершил карьеру.

## В сборнойа
В 1988 году Дольмо Флорес дебютировал за сборную Гондураса. В 1991 году был включен в заявку на участие в розыгрыше Золотого кубка КОНКАКАФ. На турнире он сыграл в матчах против сборных Канады, Ямайки, Мексики, Коста-Рики и США. В поединках против канадцев и костариканцев забил свои первые голы за национальную команду и помог ей выиграть серебряные медали.
В 1993 году Дольмо Флорес во второй раз принял участие в розыгрыше Золотого кубка КОНКАКАФ. На турнире он сыграл против команд Панамы, Ямайки и США.
В 1996 году в третий раз выступал на Золотом кубке КОНКАКАФ. Принял участие в матчах против Канады и Бразилии.
Широко стал известен конфликт Дольмо Флореса с мексиканцем Мигелем Эррерой, из-за которого последний не попал в окончательную заявку на чемпионат мира в США. Во время поединка отборочного турнира сборных Мексики и Гондураса Дольмо Флорес в одном из эпизодов отмахнулся от Эррера, залепив ему пощечину. Судья не увидел эпизода и оставил Дольмо Флореса на поле, но Эррера уже в следующем эпизоде грубым подкатом под обе ноги «срезал» Эухенио и был тут же удалён. Рассматривая данный эпизод, тренер мексиканцев решил не включить Эрреру в окончательную заявку Мексики.

### Голы за сборную Гондураса
| # | Дата           | Место                                             | Противник  | Счёт | Результат | Соревнование                          |
| - | -------------- | ------------------------------------------------- | ---------- | ---- | --------- | ------------------------------------- |
| 1 | 28 июня 1991   | Лос-Анджелес Мемориэл Колизеум, Лос-Анджелес, США | Канада     | 4:0  | 4:2       | Золотой кубок КОНКАКАФ 1991           |
| 2 | 5 июля 1991    | Лос-Анджелес Мемориэл Колизеум, Лос-Анджелес, США | Коста-Рика | 2:0  | 2:0       | Золотой кубок КОНКАКАФ 1991           |
| 3 | 8 ноября 1992  | Национальный стадион, Сан-Хосе, Коста-Рика        | Коста-Рика | 2:1  | 2:3       | Чемпионат мира 1994 отборочный турнир |
| 4 | 8 июня 1994    | Куалкомм Стэдиум, Сан-Диего, США                  | Бразилия   | 2:5  | 2:8       | Товарищеский матч                     |
| 5 | 26 января 1997 | Национальный стадион, Сантьяго, Чили              | Чили       | 1:1  | 3:2       | Товарищеский матч                     |
| 6 | 26 января 1997 | Национальный стадион, Сантьяго, Чили              | Чили       | 3:2  | 3:2       | Товарищеский матч                     |

## Достижения
Командные
 «Олимпия»
- Чемпионат Гондураса по футболу — 1986
- Чемпионат Гондураса по футболу — 1987
- Чемпионат Гондураса по футболу — 1996
- Чемпионат Гондураса по футболу — 1997
- Обладатель Кубка Гондураса — 1995
- Обладатель Кубка Гондураса — 1998
- Обладатель Суперкубка Гондураса — 1998
- Обладатель Кубка чемпионов КОНКАКАФ — 1988

Международные
 Гондурас
- Золотой кубок КОНКАКАФ — 1991

## Личная жизнь
Супруга Бренда. Дочь, студентка Мелания Ясарет Дольмо Гутьеррес, была застрелена вместе со своим мужем, бизнесменом Эктором Амилькаром Монтесом Меоньесом в Пуэрто-Кортесе в августе 2013.